# Brown v. Entertainment Merchants Association
Brown v. Entertainment Merchants Association ist ein am Obersten Gerichtshof der Vereinigten Staaten von Amerika verhandelter Fall zu den Rechten von Videospielhändlern. Verhandelt wurde die Frage, ob der Staat Kalifornien den Verkauf von gewaltdarstellenden Videospielen („violent video games“) an Minderjährige ohne elterliche Zustimmung einschränken oder verbieten kann.

## Urteil
Das Gericht bestätigte in seiner Mehrheitsmeinung die Rechtmäßigkeit des Verkaufs gewalttätiger Videospiele an Minderjährige, auch ohne Zustimmung der Eltern. Auch im Fall von extremen Gewaltdarstellungen überwiege das verfassungsmäßig garantierte Recht auf Rede- und Ausdrucksfreiheit mögliche negative Auswirkungen auf die Entwicklung und das Verhalten von Kindern. Diese seien außerdem als eher gering zu bewerten.
Als Beispiel für extrem gewaltdarstellende Inhalte wurde in der mündlichen Verhandlung ein Videospiel diskutiert, in dem der Spieler ein Schulmädchen mit Benzin übergießt und anzündet. Auch derartige Inhalte wertete das Gericht nicht als jugendgefährdend genug, um hinter den 1. Zusatzartikel zurück zu treten. Ein Verkaufsverbot für Jugendliche sei auch in solchen Fällen nicht verfassungskonform.
Um das Verbot zu begründen, hatte Kalifornien dem Gericht etliche Studien vorgelegt – die mehrheitlich vom Psychologen Craig A. Anderson stammten –, die das Verbot damit begründen sollen, dass die Darstellung und der Konsum von Gewalt in Video- und Computerspielen letztendlich zu realen Gewalthandlungen im echten Leben führen würden. Das Gericht fasste den Inhalt der vorgelegten Studien so zusammen, dass diese eben nicht belegen würden, dass die Spiele aggressive Handlungen bei Minderjähriger hervorrufen. Zudem würden die Studien allein auf Korrelation basieren, was kein Beweis für Kausalität sei. Des Weiteren würden die meisten der Studien unter signifikanten methodischen Mängeln leiden.